# Metel Ožegović
Barlabasseviczi és belai báró Metel Ožegović, Osegovich Metell (Zágráb, 1814. május 4. – Bécs, 1890. február 9.) császári és király főtörvényszéki tanácsos.

## Élete
Osegovich István ítélőmester és Markovics Jozéfa fia. Hivatalos pályáját Varasd megyénél kezdte, ahol 1831-ben al-, majd 1836-ban főjegyző lett. Az 1843–44. évi pozsonyi országgyűlésen horvátországi követ volt, ahol 1834. június 20-án ő volt az első, aki horvátul kezdett szónokolni. 1845–46-ban a magyar királyi udvari kancelláriánál titkár. 1847–48-ban magyar királyi helytartósági tanácsos és Zágrábban a báni tanácsnál osztályfőnök, 1848 decemberétől császári belügyi miniszteri tanácsos, hivatalos kapcsolatban az igazságügyi minisztériummal; végül 1851-től a legfőbb semmítő törvényszék tanácsosa lett. A szabadságharc idején Jelačić határozott híve volt. 1854. április 22-én a Lipót-rend lovagjává nevezték ki. 1858. március 6-án a nagybátyja, Osegovich Imre zengi püspök által nyert osztrák báróságot rá és leszármazottai is kiterjesztették úgy, hogy Varasd melletti birtokuk után a belai előnevet is használhassák.

## Munkája
- Naredbe Občinske za biležnike selske i druge občin poglavare po slavnoj varmedjii Varašdinškoj predpisane. Zágráb, 1838. (A varasdmegyei községek elöljáróinak szóló utasítások).

Országgyűlési beszédei a Naplókban találhatók.